# (4543) Phoinix
(4543) Phoinix (1989 CQ1) – planetoida z grupy trojańczyków okrążająca Słońce w ciągu 11 lat i 187 dni w średniej odległości 5,1 j.a. Odkryta 2 lutego 1989 roku.